# Sciablatta poecila
Sciablatta poecila är en kackerlacksart som beskrevs av Morgan Hebard 1921. Sciablatta poecila ingår i släktet Sciablatta och familjen småkackerlackor. Inga underarter finns listade i Catalogue of Life.